# Laurent Lafforgue
Laurent Lafforgue (Antony, 1966. november 6. –) francia matematikus.

## Életpályája
Az École normale supérieure kezdte egyetemes tanulmányait 1986-ban. A PhD fokozatát 1994-ben szerezte meg aritmetikából és algebrai geometriából a Université Paris-Sud-ön. Témája: D-stukas de Drinfeld volt. Témavezetője Gérard Laumon volt. Jelenleg a Centre national de la recherche scientifiqueön vezető kutató valamint az Institut des hautes études scientifiques-en (Bures-sur-Yvette) professzor.

## Kutatásai
2000-ben megkapta a Clay Research Awardot. 2002-ben a 24. Matematikusok Nemzetközi Kongresszusán Pekingben neki és Vlagyimir Vojevodszkijnak ítélték oda a Fields-érmet. A díjat a analízis és a számelmélet terén elért eredményeiért, kiváltképp a Langlands program megoldásáért kapta.